# Nicolas Rolland du Plessis
Nicolas Rolland, sieur du Plessis war ein französischer Rechtsanwalt, Politiker und Publizist.

## Leben
Rolland gehörte zunächst dem Parlamentsrat, später dem Stadtrat von Paris (den seize) an. Er stand auf der Seite der Heiligen Liga und proklamierte im Rahmen des Volksaufstands von Mai 1588 Charles I., duc d’Aumale, zum Gouverneur von Paris.

## Schriften
- Remonstrances tres-humbles au roy de France et de Pologne, Henry troisiesme de ce nom. S. l. 1588.
- Censure d’un livret n’aguères imprimé à Paris, en forme de Dialogue, soubs les noms du Manant & du Maheutre entreparleurs. Paris 1594.
- Dialogue d’entre le maheustre et le manant cont. les raisons de leurs débats & questions en ces présens troubles au Royaume de France. S. l. 1594.
- Discours véritable de la mort, funérailles et enterrement de defunct messire André de Brancas, en son vivant chevalier seigneur de Villars, conseiller au conseil d’Etat et privé du Roy. R. L’Allemant, Rouen 1595.
- Advertissement pour servir de response au discours naguères publié sur le faict des monnoyes. Nicolas Buon, Paris 1609.
- Nouuel aduertissement pour seruir de response à l’Apologie derniere sur le faict des monnoyes. Nicolas Buon, Paris 1610.